# Hanna Kokko

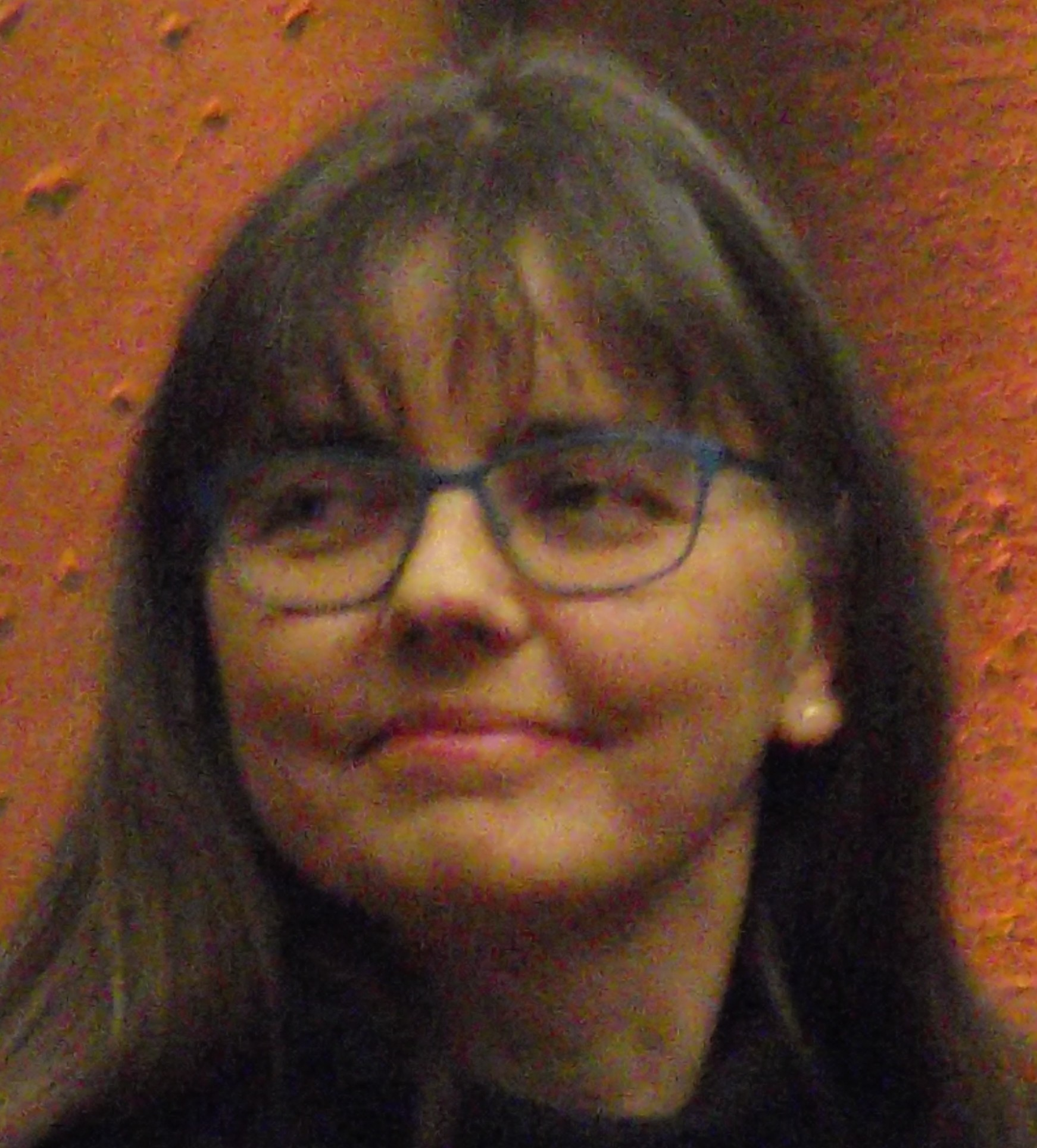
Hanna Kokko (2024)

Hanna Kokko (* 26. September 1971 Helsinki) ist eine finnische theoretische Biologin mit dem Schwerpunkt Evolutionsbiologie. In ihren Arbeiten verwendet Kokko mathematische Modelle und Simulationsprogramme, um Ideen zur Evolution und zur Ökologie zu präzisieren und zu testen.           Nach Professuren in Helsinki, Canberra und Zürich wechselte Kokko 2023 an die Johannes Gutenberg-Universität Mainz. Sie wurde dort einer der Gründungsdirektoren der neuen interdisziplinären Forschungseinrichtung Institut für quantitative und computergestützte Biowissenschaften (IQCB). Im Fachbereich Biologie leitet sie nun die Abteilung für theoretische Biologie am Institut für Organismische und Molekulare Evolutionsbiologie (IOME). Kokko wurde 2023 mit einer Humboldt-Professur ausgezeichnet, einem der höchstdotierten deutschen Forschungspreise.

## Laufbahn
Hanna Kokko begann ihre universitäre Ausbildung mit einem BSc in einem sehr mathematisch und physikalisch ausgerichteten Ingenieursstudium an der Technischen Universität Helsinki. Ein Kurs für Simulation und Modellierung (Systemanalyse), in dem auch biologische Modelle behandelt wurden, faszinierte sie besonders und gab ihr eine neue Perspektive. Sie wechselte kurzfristig den Schwerpunkt und erwarb in einem einjährigen Kurs den MSc(tech.) in Biologie. In ihrer Abschlussarbeit beschrieb sie mit einem mathematischen Modell die evolutionäre Dynamik einer Population von Robben.
1997 promovierte sie an der Universität Helsinki. Der Titel ihrer Dissertation lautete: Evolution of honest sexual displays. Danach war sie als Postdoc unter anderem an den Universitäten von Cambridge, Glasgow und an der Universität Jyväskylä in Finnland. 2004 erhielt sie eine Professur an der Universität Helsinki mit einer eigenen Forschungsgruppe. 2010–2014 war sie Professor an der Australian National University in Canberra. Kokko war 2014 Short Term Fellow am Wissenschaftskolleg zu Berlin. 2014 wurde sie Professorin für Evolutionäre Ökologie an der Universität Zürich.
Im Jahr 2023 wechselte Kokko an die Johannes Gutenberg-Universität Mainz, gefördert durch eine Professur der Alexander-von-Humboldt-Stiftung. Das Fördergeld der Stiftung soll international bekannte theoretisch arbeitende Spitzenwissenschaftler an deutsche Universitäten holen und sie dort halten. Es soll zum Aufbau eines Forschungsteams sowie für die räumliche und technische Ausstattung verwendet werden. Dazu Kokko selbst: "I arrived recently in Mainz as an Alexander von Humboldt professor. The grand idea is to build a ‘theory hub’ where all sorts of eco-evolutionary questions, from life history theory and ageing to dispersal and sexual conflict, will be asked and answered with early and more advanced career people interacting."

## Forschungsinteressen und Bedeutung
Kokkos Interessen umfassen die Evolution – die Anpassung innerhalb bestimmter Tiere und Arten – und die Ökologie – das Studium von Populationen im Kontext.
Kokko selbst beschreibt ihre Forschungsinteressen wie folgt: „Ich bin eine theoretische Evolutionsökologin mit einem breiten Interessens-Spektrum auf diesem Gebiet: Beispiele sind die Life-History-Theorie, die Evolution des Alterns, die Vielfalt der sexuellen Fortpflanzung und Fragen der Koexistenz sowohl innerhalb als auch zwischen den Arten (von Polymorphismen bis hin zu Interaktionen zwischen Arten).“ In einer Pressemitteilung der JGU Mainz wird Kokkos Arbeit folgendermaßen beschrieben und gewürdigt: „Ziel der Forschungen von Hanna Kokko ist es, das Zusammenwirken von evolutionären und ökologischen Prozessen besser zu verstehen. Dabei arbeitet Kokko am Übergang von Theorie und Empirie und wendet Modellrechnungen auf die Logik der Evolution an. Ihre bahnbrechenden Beiträge zu zentralen Fragen der Evolutionsbiologie, etwa zur Evolution von sexueller Fortpflanzung, haben ihr Feld maßgeblich und nachhaltig geprägt.“
Google Scholar zählt für den Zeitraum 2001–2024 eine Anzahl von 331 wissenschaftlichen Artikeln, an denen Kokko als Autorin beteiligt war, mit insgesamt 27530 Zitierungen in den Artikeln anderer Autoren.

## Mitgliedschaften
- 2025: Aufnahme als Mitglied der Sektion Organismische und Evolutionäre Biologie in die Nationale Akademie der Wissenschaften Leopoldina
- 2023: Ordentliches Mitglied der Berlin-Brandenburgischen Akademie der Wissenschaften (BBAW).[19]
- 2007: Lifelong Member of the Finnish Academy of Science and Letters.[20]

## Auszeichnungen und Preise
- 2024: 50 Scientists that Inspire durch Zeitschrift Cell Press mit Interview vom 12.08.2024. (Abgerufen am 5. Oktober 2024).
- 2020: International Honorary Member of the American Academy of Arts and Sciences.[21]
- 2014: Fellow of the Australian Academy of Science[22]
- 2010: Australian Laureate Fellowship des Australian Research Council.[23]
- 2010: Per Brinck Oikos Award der Zeitschrift Oikos[24][25]
- 2010: Founders Prize of the British Ecological Society[26]
- 2009: Finnish State Award for Public Information für Kokko's Buch Kutistuva turska (Shrinking Cod).[27]

## Veröffentlichungen (Auswahl)
- Modelling for Field Biologists and Other Interesting People. Cambridge University Press 2007, ISBN 978-0-521-83132-1. (Online-Version bei Google Books)
- mit C. de Vries, M. Galipaud: Extrinsic mortality and senescence: a guide for the perplexed. In: Peer Community J, 2023, 3:e29 Link
- mit T. G. Aubier, M. Galipaud, E. Y. Erten: Transmissible cancers and the evolution of sex under the Red Queen hypothesis. In: PLoS Biol, 2020, 18:e3000916.Link
- mit M. Galipaud: Adaptation and plasticity in life-history theory: how to derive predictions. In: Evol Hum Behav, 2020, 41:493-501 Link
- How Wise is Mother Nature ? Maximization, Optimization and Short-Sighted Resource Use in Biological Evolution. In: Hilke Brockmann, Jan Delhey (Eds.): Human Happiness and the Pursuit of Maximization: Is More Always Better? Springer Science, Heidelberg 2013. S. 70–80, ISBN 978-94-007-6608-2. Online-Version bei Google Books (abgerufen am 4.08.2024)
- mit Katja Heubel: On Depending on Fish for a Living, and other Difficulties of Living Sustainably. In: Kim Sterelny, Richard Joyce, Brat Calcott, Ben Fraser (eds.): Cooperation and Its Evolution. Bradford Book, Cambridge Massachusetts 2013, ISBN 978-0-262-01853-1, S. 75–89.

### Vorträge und Vorlesungen Online
- Hanna Kokko - Life history theory: sometimes intuitive, sometimes not. Theoretical Ecology Seminar from the IITE (https://iite.info) (14.11.2023, 46 Minuten, abgerufen am 1.08.2024)
- Hanna Kokko: Males exist. Does it matter? (Third biennial conference of the Norwegian Ecological Society, 12.01.2017, 44 Minuten, abgerufen am 1.08.2024).